# Galaxies (bài hát)
"Galaxies" là bài hát của Owl City, phát hành ngày 19 tháng 4 năm 2011.

## Danh sách track
1. "Galaxies" - 4:01